# Стурбю
Стурбю (швед. Storby) — деревня на Аландах, центр коммуны Эккерё, население которой составляет 942 человека (2010).

## Географическое положение
Стурбю, как один из населённых пунктов на старинной королевской дороге, находится примерно в 35 км к западу от столицы Аландских островов Мариехамна. В 3 километрах от Стурбю находится залив Эккерё.

## Достопримечательности

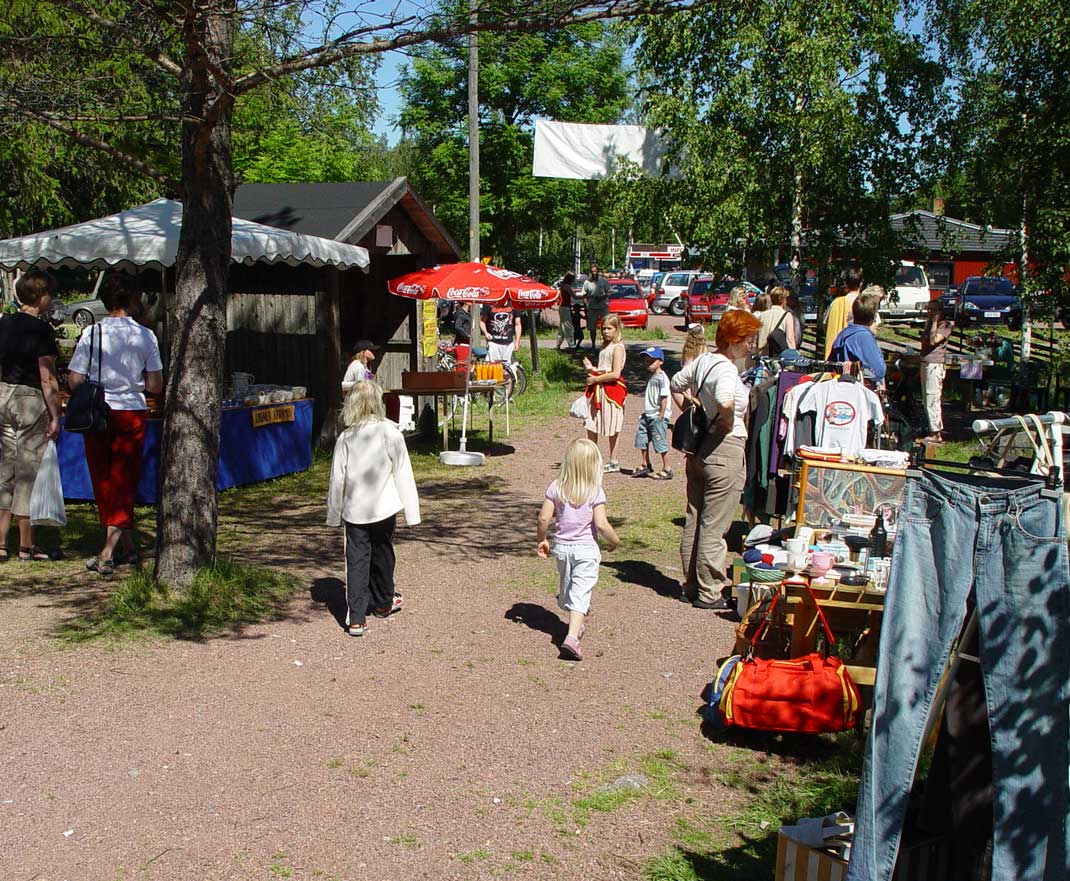
Ярмарка в Стурбю на Эккерё

Ежегодные летние ярмарки в Стурбю, а также соревнования по «почтовой» гребле через Аландское море привлекают тысячи туристов.
В Стурбю располагалось Почтовое и таможенное отделение царской России «Эккерё». Величественное здание таможни спроектировано архитектором Карлом Энгелем в ампирном стиле и возведено в 1828 году. Сейчас в нём находится музей охоты и рыбалки Аландских островов (швед. Ålands Jakt- och Fiskemuseum) и Краеведческий дом швед. Hembygdsgården Labbas, куда относятся Банковский (швед. Bankmuseum) и Почтовый музеи швед. Postrotemuseet).
В Стурбю находится небольшая средневековая каменная церковь Святого Лаврентия, а также самое большое майское дерево в мире, вокруг которого проводится языческий праздник Иванова дня.

## Транспорт
В Стурбю имеется принимающий паромы местной компании «Eckerö Linjen» порт, соединяющий его со шведским Грисслехамном. Имеется автобусное сообщение с Мариехамном.